# Малък бързолет
Малкият бързолет (Apus affinis) е вид птица от семейство Бързолетови (Apodidae). Видът е незастрашен от изчезване.

## Разпространение
Разпространен е в Афганистан, Алжир, Ангола, Бенин, Ботсвана, Буркина Фасо, Бурунди, Камерун, Централноафриканска република, Чад, Република Конго, Демократична република Конго, Кот д'Ивоар, Джибути, Египет, Екваториална Гвинея, Еритрея, Етиопия, Габон, Гамбия, Гана, Гвинея, Гвинея-Бисау, Индия, Иран, Ирак, Израел, Йордания, Кения, Кувейт, Ливан, Лесото, Либерия, Либия, Мадагаскар, Малави, Мали, Мавритания, Мароко, Мозамбик, Намибия, Нигер, Нигерия, Оман, Пакистан, Палестина, Руанда, Сао Томе и Принсипи, Саудитска Арабия, Сенегал, Сиера Леоне, Сомалия, Южна Африка, Южен Судан, Испания, Шри Ланка, Судан, Свазиленд, Сирия, Таджикистан, Танзания, Източен Тимор, Того, Тунис, Турция, Туркменистан, Уганда, Обединените арабски емирства, Узбекистан, Йемен, Замбия и Зимбабве.